# 狭山市立東中学校
狭山市立東中学校（さやましりつ ひがしちゅうがっこう）は、埼玉県狭山市にあった公立中学校。
2012年度で50周年を迎え、2016年に廃校。以後はテレビ番組や映画などのロケーション施設として暫定的に活用されていたが、2020年になり解体が始まり、現在は更地となっている。2022年には狭山市によって東中学校跡地の利活用基本方針（案）が策定され、今後の利活用方法についての検討がなされている。

## 概要
1962年に入間川中学校と奥富中学校を統合して設立された。昭和50年代半ばには1学年12クラスや14クラスまで膨れ上がりマンモス校となったが、1985年度に中央中学校と分離し、1988年度に入間野中学校に分離、その後少子化の影響で生徒数は落ち着いた。学区は現在富士見小学校と新狭山小学校の一部となっている。平成26年、市は本校を統合廃止する方針を示し、2016年、閉校となった。学区は狭山市立中央中学校・狭山市立狭山台中学校・狭山市立山王中学校の各校学区に分割編入された。

## 沿革
- 1962年（昭和37年）4月1日 - 狭山市立入間川中学校（旧）と狭山市立奥富中学校を統合して設立。当初校舎の統合はされず、旧入間川中学校（旧）を東中学校本校舎、旧奥富中学校を奥富分教場とした。
- 1965年（昭和40年）1月 - 現校地に新校舎竣工。同年3月を以て本校舎・分教場を統合移転（同年4月、埼玉県立狭山高等学校が開校し旧本校舎は同高校の仮校舎となる。1967年（昭和42年）4月、狭山高等学校が移転、狭山市立入間川小学校分教場設置。1971年（昭和46年）、分教場を狭山市立入間川東小学校とする。分教場跡地は1967年（昭和42年）4月、狭山市立奥富幼稚園となる）。
- 1985年（昭和60年）4月1日 - 中央中学校を分離。
- 1988年（昭和63年）4月1日 - 入間野中学校を分離。
- 2014年（平成26年）11月 - 狭山市議会にて本校を廃校にする「学校設置条例」の改訂案の審査が始まる。学区は狭山台中学校・中央中学校の両校学区に分割編入される。
- 2016年（平成28年）3月31日 - 閉校。

## ロケーション施設として

### ドラマ
- こえ恋（2016年、テレビ東京）
- ゆるい（2016年、TOKYO MX）
- 潜入捜査アイドル・刑事ダンス（2016年、テレビ東京ほか）
- PTAグランパ!（2017年、NHK）
  - PTAグランパ2!（2018年）
- 豆腐プロレス（2017年、テレビ朝日）
- お前はまだグンマを知らない（2017年、日本テレビ）
- リバース（2017年、TBSテレビ）
- 女囚セブン（2017年、テレビ朝日）
- ぼくらの勇気 未満都市2017（2017年、日本テレビ）
- 先に生まれただけの僕（2017年、日本テレビ）
- 中学聖日記（2018年、TBS）
- 腐女子、うっかりゲイに告る。（2019年、NHK）

### 映画
- 傷だらけの悪魔（2017年）
- SUNNY 強い気持ち・強い愛（2018年）

### MV
- TrySail「センパイ。」（2016年、アニプレックス）
- ［ひだりむね］
- つりビット「My Victory（マイビクトリー）」2016年11月撮影
- Mrs. GREEN APPLE「青と夏」（2018年）

### バラエティ
- 「ダウンタウンのガキの使いやあらへんで!!」大晦日年越しSP「絶対に笑ってはいけない科学博士24時」（2016年、日本テレビ系列） - ガースー黒光り科学研究所として[3]
- リンカーン芸人大運動会[4]